# Stari vijek
Pod pojmom stari vijek podrazumijeva se, najčešće, razdoblje od uvođenja pisma odnosno početka civilizacije (oko 3500. g. pr. Kr. u Mezopotamiji) do početka srednjeg vijeka (sredina petog stoljeća). Obično se pojam koristi samo za prostor oko Sredozemnog mora, uključujući i Bliski Istok (s Perzijom), ali često se uključuju i drugi dijelovi svijeta. Pojam antika, a naročito klasična antika, obuhvaća isključivo grčko-rimski stari vijek u razdoblju od 12. ili 8. stoljeća pr. Kr. (ovisno o načinu razgraničavanja), pa do početka srednjeg vijeka (što ponovo nema čvrstu, jednoznačnu granicu). Tako je stari vijek širi pojam, a obuhvaća i razdoblje antike. 
Početak starog vijeka smješta se u vrijeme oblikovanja pisma i starih orijentalnih carstava prednje Azije odnosno, Mezopotamije (Sumer, Akad (ili Agade), Babilonija, Mitani, Asirija), Iranske visoravni (Elam, Medija, Perzija) i Male Azije/Anatolije (Hetitsko Carstvo, Frigija, Lidija), kao i Egipta.
Kraj starog vijeka otprilike se poklapa s raspadom Rimskog Carstva i državne tvorevine  Sasanida u vrijeme seobe naroda i arapskih ekspanzija (propast Zapadnog Rimskog Carstva 476./480.; smrt Justinijana 565.; uništenje Sasanidskog Carstva 651.). U novije vrijeme se dolazi do stanovišta da bi se prijelazno razdoblje između antike i srednjeg vijeka (od kraja 3. stoljeća do početka 7. stoljeća) moglo smatrati kao samostalno razdoblje kasne antike.

## Počeci u razdoblju mladog neolitika
Civilizacije starog vijeka nastale su iz potpuno razvijenog mladog neolitika koji je bio obilježen proizvodnom poljoprivredom (obrada zemlje, uzgoj stoke), društvo podjele rada, poznavanje osnovnnih tehnika metalurgije, proizvodnja viška dobara i trgovina izvan vlastite regije kao i sjedilački život unutar obzidanih naselja. S kulturama koje su slijedile ovakav razvoj povezuje se razvoj pisma čemu su prethodili piktogrami i ideogrami još iz vremena mlađeg paleolitika (na primjer, spiljski crteži). Iz tih crteža, ili pod njihovim utjecajem, u Mezopotamiji se razvilo klinasto pismo, a u Egiptu hijeroglifi od kojih se zatim, posredovanjem Kanaanaca, od 3. tisućljeća pr. Kr. razvio alfabet. Ovakav novi način pisanja omogućio je državama s trajno uređenim vladajućim, upravnim i religijskim aparatima razvoj prvih visokih kultura što se smatra početkom starog vijeka.

## Mezopotamija
Prvi početci razvoja visokih kultura odvijali su se od polovine 4. tisućljeća pr. Kr. na jugu Mezopotamije u sumerskim gradovima-državama od kojih su bili najznačajniji  Uruk, Ur, Erid Larsa, Lagaš i Kiš, ali ne i jedini. Tu posebno mjesto svojom starošću i veličinom ima Uruk. Snaga ovih centara zasnivala se na izgrađenom, razgranatom i dobro održavanom sustavu za navodnjavanje, organiziranom u okviru državnog hramskog gospodarstva. Zahvaljujući nađenim ostatcima lončarije, brončanih predmeta i valjkastih štambilja, dokazani su njihovi vrlo rani trgovinski odnosi s Arabijom i Indijom. U značajne izume koji su potakli gospodarstvo spadaju svakako kotač i lončarsko kolo. Rastuće potrebe trgovine i poljoprivrede uvjetovali su i istovremeno pogodovali razvoju pisma koje je u početku korišteno samo za vođenje poslovnih evidencija. Dokaz prelaska pisma u oblik osobnog i kolektivnog izražavanja je ep o Gilgamešu, jednom mitološkom kralju Uruka iz 26. stoljeća pr. Kr. koji se smatra jednim od najstarijih literarnih svjedočanstava uopće. Upadljive podudarnosti pojedinih dijelova s Genezisom i grčkim pramitovima (Deukalion i Pyrrha) dokazuju kulturni kontinuitet starog vijeka. 
Svjetovna i duhovna vlast u sumerskim gradovima-državama objedinavala se u osobama kneževa-svećenika. Arhitektonski izraz nalazi politeističko-kozmološka religioznost Sumerana u ziguratima, stepenastim piramidama visokim do 50 metara. Palače koje su građene pored njih imale su samo reprezentacijsku ulogu. Gradovi su međusobno bili gotovo neprekidno u konfliktima oko prava na vodu, zbog trgovačkih putova ili plaćanja tributa, ali ratovi nisu imali velike posljedice, a vlast koja bi nadišla granice gradova nije se nikada oblikovala. Od 3. tisućljeća pr. Kr. dolaze sa sjevera nomadi. To dokazuje popis sumerskih kraljeva na kojem se pojavljuju semitska imena (sumerski jezik do danas nije razvrstan u ni jednu jezičnu grupu). U tom razdoblju, kada dolazi do razaranja monumentalnih hramova, razbija se jedinstvo svjetovne i duhovne vlasti. Vladari iz ovog razdoblja pokazuju svoju svjetovnu moć kako davanjem funkcionalnog značenja palačama, tako i grobovima u kojima se sahranjuju zajedno s pratnjom. Krajem ovog takozvanog ranodinastičkog razdoblja koje je trajalo od 26. do 25. stoljeća pr. Kr., po prvi put se područje sumerskog utjecaja širi do sredozemlja.

## Egipat
Za razliku od Sumera, u Egiptu se političko objedinjavanje u državu dogodilo već krajem 4. tisućljeća. Pri tome je zemljopisna izoliranost (okruženost pustinjom) pružala zaštitu od vanjskih utjecaja i vjerojatno pogodovala razvoju zaokruženog carstva. Veći broj manjih kraljevstava koja su se grupirala u dva labavo povezana područja utjecaja Gornjeg (centar u Nekhenu) i Donjeg Egipta (s centrom u Butu) objedinjen je u procesu koji je trajao više generacija oko sredine 32. stoljeća pr. Kr. pod vlašću Gornjeg Egipta. Na početku povijesnog vremena i prijelazu iz protodinastijskog u ranodinastijski period pojavljuju se najstariji pisani tragovi s imenima vladara Skorpiona, Narmera i Ahe koje kasnija predaja objedinjuje u mitološki lik Menesa, ujedinitelja carstva. Krajem ranodinastijskog perioda (kraj 28. stoljeća pr. Kr.) egipatska vlast se proteže do Sinaja, a trgovina do Bilbosa u Libanonu.
Već prve dinastije temelje svoju vlast na centralnoj upravi i božjem kraljevstvu, u kojem se kao ljudska manifestacija pojavljuje nebeski Bog Horus u liku sokola. Religiju su i inače obilježavali božanski likovi životinja (lav, bik i krava) na čije mjesto tek krajem razdoblja dolaze likovi sa životinjskim glavama i ljudskim tijelom. Vjera u zagrobni život je bila jako izražena. Od opeke rađene od nilskog blata u tom razdoblju grade se ogromne grobnice u Sakari kod Memfisa i u Abidosu. Ujedinjeni Egipat temeljio se na visoko razvijenoj kulturi i zanimanju za civilizacijski napredak još iz protodinastijskog perioda.

## Grčka - položaj i povijesni prostor
Stara Grčka nalazi se na jugu Balkanskog poluotoka, a prostirala se i obalom i otocima Egejskog mora. Taj je dio sredozemlja prepoznatljiv po mnoštvu manjih i većih otoka, dok je obala izrazito planinska, s vrhuncima koji ponegdje dosežu i do 3000 metara. Padine planina vrlo su strme, a plodne ravnice malene i razbacane. Grčko primorje, međutim, obiluje lučicama i uvalama pogodnim za pomorstvo, a u unutrašnjosti ima kamenoloma te ponegdje nalazišta dragocjenih metala.
Grčka je klima sredozemna, s vrućim i suhim ljetima koja su rijeke često svodila na potočiće, te kišnim zimama uz snijeg na najvišim padinama planina. Sve je to značajno utjecalo na grčke kulture potičući prije svega obrt, trgovinu i pomorstvo, te pogodujući razvoju malih, odvojenih zajednica kakve će dominirati grčkom poviješću.

### Najstariji stanovnici Grčke
Premda se ne zna točno kada su doselili, u 2 tisućljeću prije Krista u Grčkoj već živi više indoeuropskih plemena među kojima su najznačajniji bili Ahejci i Dorani. Premda su pokorili postojeće stanovništvo, Pelazge, s vremenom su se pomiješali s njima i prihvatili njihov način života. Pod utjecajem kretske civilizacije razvili su se trgovina, gradovi i pismo. Premda nikad nisu stvorili zajedničku državu, a često su i ratovali, grčki su gradovi i plemena osjećali kulturno zajedništvo jer su govorili istim jezikom i štovali iste bogove.

## Kreta i Mikena

### Kreta
Otok Kreta nalazi se usred istočnog dijela Sredozemnog mora, na raskrižju pomorskih putova koji su povezivali Grčku, Aziju i sjevernu Afriku te Egipat. Taj povoljan položaj, potpomognut plodnim ravnicama koje pogoduju ratarstvu, omogućio je Kreti da razvije bogatu kulturu zasnovanu na trgovini i obrtu. Kretski brodovi, slični egipatskim, prevozili su hranu, kovine i robove te osigurali dodir između Istoka i Zapada.
Kretski je život bio organiziran oko palača, velikih zgrada s više katova, koje su bile opremljene kanalizacijom s olovnim cijevima, kupalištima i vrtovima. Stupovi palača bili su živih boja, a zidovi ukrašeni freskama s prizorima iz svakodnevnog života. U središnjem dvorištu održavale su se predstave, obredi te natjecanja u jahanju i preskakivanju bikova, u kojim su sudjelovale i žene. Krećani su poznavali i pismo, a proizvodili su predmete od dragocijenih metala i slonove kosti. Posebno je poznata njihova keramika: proizvodili su velike glinene posude za prijevoz žita, maslinova ulja i vina, a ukrašavali su ih biljnim i životinjskim motivima. U palače su donosili hranu koja se zatim dijelila svim stanovnicima. Novac se na Kreti nije koristio jer za tim nije bilo potrebe.

### Mikena - uspon grčke kulture
Početkom 2. tisućljeća pr. Krista Ahejci na poluotoku Peloponezu osnivaju grad Mikenu, koji se razvija pod snažnim utjecajem Krete, a na vrhuncu svoje moći, u 17. stoljeću pr. Kr, čak je i zasjenjuje. Poput kretskog, i mikenski se život odvijao oko palača, od kojih se najveća nalazi upravo u Mikeni. Gornji dio grada, akropola, bio je utvrđen velikim zidinama koje nazivamo kiklopskim. Zidovi su, naime, izgrađeni od velikih kamenih blokova, bez ikakvog veziva: stoje samo zbog svoje težine i majstora koji su ih isklesali. Stoga su Grci vjerovali da su ih složili kiklopi, mitski jednooki divovi. Taj je stil bio raširen Sredozemljem u 13. stoljeću pr. Krista. Mikenjani su se bavili trgovinom i održavali pomorske veze sa Španjolskom, Francuskom i Sicilijom. Bili su vrsni obrtnici i graditelji. No krajem 12. stoljeća pr. Kr. mikenska kultura naglo slabi te započinje ono što nazivamo mračno doba grčke povijesti koje će potrajati tri stoljeća.

## Sparta i Atena

### Sparta
Grad-država Sparta nalazio se na jugoistoku poluotoka Peloponeza, u pokrajini Lakoniji. Spartanci su se smatrali potomcima Dorana, a svoj su polis (grad-državu) osnovali 900. godine pr. Krista, pokorivši Ahejce koji su ondje živjeli prije njih. Kad su Spartanci došli neki su se Ahejci predali, dok su se ostali odupirali. Oni koji su se odupirali, izgubili su sva prava i postali robovi, koje su nazivali helotima. Ahejci koji su prihvatili spartansku vlast nisu mogli sudjelovati u državnim poslovima, ali su ostali slobodni. Njih nazivamo perijecima.
Kako je helota bilo sedam puta više nego Spartanaca, pobjednici su bili prisiljeni zadržati vrlo strog način života. Istovremeno, zbog svog položaja na prilično divljem dijelu Sredozemlja, Spartanci nikada nisu razvili ljubav i vještinu prema plovidbi kakvu su imali drugi grčki gradovi. Spartanci su se prvenstveno bavili državnim i vojnim poslovima. Premda su bili vlasnici najplodnije zemlje, za njih su je obrađivali heloti, dok su se perijeci bavili trgovinom i obrtom, a mogli su imati i male njive.

#### Vladavina i državna tijela Sparte
Na čelu spartanske države bila su dva kralja. Uz njih, vladalo je i vijeće staraca, koje se sastojalo od 28 predstavnika najuglednijih spartanskih obitelji, starijih od 60 godina. Jednom mjesečno sastajala se i narodna skupština, koju su činili svi Spartanci s pravom glasa - odrasli muškarci koji su prošli ratničku obuku. Kako je jedinstvo Spartanaca bilo važno, narodna je skupština uvijek prihvaćala prijedloge vijeća staraca. No to ne znači da je vijeće staraca moglo provesti što je god ono htjelo: običaj je bio da se prijedlog koji bude dočekan neodobravanjem povuče još prije glasanja.

#### Odgoj Spartanaca
Zbog stalnog straha od pobune helota, Spartanci su svoju državu organizirali slično vojničkome taboru. Dječaci su živjeli sa svojom majkom do svoje sedme godine, a zatim bi ih slali u vojarne u kojima bi ostajali do svoje punoljetnosti. Dječake su Spartanci namjerno pothranjivali i tjerali na krađu ne bi li ih poučavali snalažljivosti. Kako bi se pripremili na teškoće ratničkoga života, dječaci uhvaćeni u krađi bivali su strogo kažnjavani. Nisu smjeli progovoriti dok im se netko stariji ne bi obratio te su poznati kao ljudi skloni kratkom i jezgrovitom izražavanju. Svi su Spartanci morali ostati u vojarni do svoje tridesete godine. Ako bi se oženili ranije morali su se noću iskradati ka suprugama ili bi opet bivali kažnjeni. Svakoga su dana bili dužni jesti u zajedničkoj kantini u koju bi svatko donosio po nešto. Sve muškarce starije od sebe morali su nazivati ocem kako bi se što više ojačao duh zajedništva. Jednom godišnje mladiće bi se javno bičevalo. Prema tome kako bi se tom prilikom iskazao, prema izrazu lica pri bičevanju, rastao im je ili opadao ugled. Spartanci su nosili dužu kosu no ostali Grci: tako su pokazivali da ne moraju raditi, čime su se vrlo ponosili.

### Atena
Atena se razvila na poluotoku Atici. U početku je bila monarhija, no kada su aristokrati, (najbogatiji i najugledniji građani) oduzeli vlast kralju, postala je aristokratska republika. Demos (narod-obrtnici, trgovci, seljaci) također je želio sudjelovati u vlasti. Nakon mnogih sukoba provedene su reforme i Atena se razvila u demokratsku državu. Izdigla se iznad ostalih grčkih gradova svojim građevinama, razvojem umjetnosti, književnosti i znanosti, pa je postala simbol sveukupne grčke kulture.

## Grčko-perzijski ratovi
Nova sila s istoka, velika i moćna Perzija, prisilila je grčke polise na suradnju i zajednički otpor. Perzijanci su pod vodstvom kralja Darija I. napali Grčku 490. godine pr. Kr. U sukobu na Maratonskom polju Grci su zaustavili perzijsku vojsku. Darijev nasljednik Kserkso I. poveo je 480. godine pr. Kr. novu vojsku protiv Grka. Pobijedio je spartanskog kralja Leonidu u Termopilanskom klancu te došao do Atene koju je zauzeo i spalio. Odlučujuća bitka bila je pomorska bitka kod Salamine u Salaminskom tjesnacu. Grci su uništili perzijsku mornaricu i prisilili Perzijance na povlačenje. Teritorij Grčke postao je slobodan.
Nakon sukoba s Perzijancima u političkom životu Atene sve se više isticao Periklo (499. – 429. pr. Kr.). U njegovo doba Atena je postala demokratskom republikom. Bogatašima je nametnuo velike poreze, a novac koristio za uređenje Atene, posebice Akropole. Tada su napravljena brojna veličanstvena djela grčke umjetnosti.Stoga se razdoblje Periklove vlasti naziva zlatno doba Atene.

## Opadanje Grčke moći - grčka kultura i umjetnost

### Peloponeski rat
Bogatstvo i moć Atene i njena prevlast na Sredozemlju smetali su Sparti. Suprotnosti i zaoštravanja odnosa doveli su 431.godine pr. Kr. do samouništavajućeg Peloponeskog rata. Slabost i nejedinstvo grčkih polisa uskoro je iskoristila nova sila sa sjevera, Makedonija

### Propast grčke, helenizam
Makedonija je postala jakom silom za vladavine Filipa II. (359-336. pr. Kr.). Filip II. poznavao je prilike u Grčkoj i slabost Grčke zbog međusobnog ratovanja. Izvršio je reformu vojske i porazio Grke u bitci kod Heroneje 338.godine pr. Kr. Nesloga Grka i podijeljenost na Filipove pristaše (žele čvrstu vlast i vladara koji će ih povesti u rat protiv Perzije) i protivnike (žele da Grčka bude slobodna i samostalna zemlja) olakšalo je pobjedu Makedonije.
Filipa II. je naslijedio sin Aleksandar. Aleksandar je nakon tri bitke porazio Perzijance i stigao sve do Indije. Pod utjecajem svog učitelja, grčkog filozofa Aristotela, nastojao je proširiti helensku kulturu. Zato razdoblje njegova vladanja, kao i razdoblje nakon njega, nazivamo helenizam. Centar helenističke kulture bila je Aleksandrija, grad koji je osnovao Aleksandar nakon osvajanja Egipta. U Aleksandriji je sagrađena najveća knjižnica staroga vijeka s više od 500.000 rukopisnih djela. Kada su tisuću godina kasnije Arapi osvojili Aleksandriju, spalili su ovu glasovitu knjižnicu. Nakon Aleksandrove smrti došlo je do podjele njegova carstva na više slabih država.

## Tehnologija starog vijeka

### Tehnologija drevnih civilizacija
Tehnologija drevnih civilizacija se odnosi na urbanu revolucija, koja označava kraj kamenoga doba i početak brončanoga doba, kraj prapovijesti i početak povijesti, koja je započela prije otprilike 6000 godina na Bliskom istoku i u konačnici je dovela do prvih civilizacija, sa svim društvenim i povijesnim posljedicama koje ih prate: visoka gustoća stanovništva (veće populacije), gradovi, razvoj složenih i raslojenih društava (specijalizacija struka i oštrija podjela rada), centralizirana politička i gospodarska vlast (nastanak i organiziranje regionalnih država), institucije prisile (vojska, prikupljanja poreza, policija), vjerske institucije i klasa svećenika, monumentalna arhitektura (palače, hramovi, spomenici), širenje trgovine, novac, standardizirani utezi i mjere, kontrola nad mineralnim izvorima, nastanak pisma, matematike i astronomije.

### Tehnologija stare Grčke
Tehnologija stare Grčke je u toku čitave antike bila potpuno odvojena od starogrčke znanosti i filozofije. Stotine malih novih tehnologija i tehničkih poboljšanja se pojavilo tijekom 1200 godina antike, poput nožnog kola dodanog lončarskom kolu, ali se u cjelini tehnološki temelj proizvodnje nije promijenio tijekom cijelog razdoblja. U nekim se granama tehnologije, poput rudarstva, pojavio industrijski stil proizvodnje, a postala je uobičajena i trgovina na velike udaljenosti. No većina proizvodnje je ostala zasnovana na obrtništvu i lokalna, a obrtnici, tradicionalno skloni skrivanju svog umijeća, su nastojali monopolizirati svoje vještine, ne oslanjajući se na pisanu riječ, znanost ili filozofiju prirode.

### Tehnologija starog Rima
Tehnologija starog Rima je dala najveće tehničare i inženjere antičkoga svijeta i neki čak kažu da je sama rimska civilizacija jedno veliko tehničko postignuće. Činjenica da je stari Rim dao nama poznate inženjere, od kojih su neki pisali knjige (što uopće nije bilo uobičajeno za inženjere), poput Vitruvija i Frontina (oko 40. – 103.) sama po sebi svjedoči o važnosti inženjerstva i tehnologije za rimsku civilizaciju. Građene su popločene ceste, javne zgrade, športski objekti i akvadukti. U tom razdoblju nije bilo većih otkrića u tehnologiji, ali su postojeća umijeća i naprave razvijena i poboljšana za uporabu u velikim razmjerima. Rimljani su bili veliki improvizatori, bitno su poboljšali postojeću tehnologiju, ali su dali tek rijetke nove izume. Manje uzvišen izum, ali ne i manje važan za rimsku civilizaciju, je cement, koji je bio ključna nova tehnologija koju su uveli Rimljani, a koja je gradnju od kamena učinila mnogo jednostavnijom i jeftinijom, što je doslovno zacementiralo širenje Rimskoga Carstva. Dok je rimska tehnologija cvjetala, rimske znanosti gotovo da i nema. Vrlo je malo djela prevedeno s starogrčkog. Rimljani nisu cijenili grčku matematiku, znanosti i učenost u cjelini. Rim nije dao znanstvenike. To zbunjuje one koji smatraju da su znanost i tehnologija uvijek i nužno povezane.

## Poveznice
- Antika